# Schokinag-Schokolade-Industrie
Die Schokinag Holding GmbH (Eigenschreibweise: SCHOKINAG) ist die Obergesellschaft der Schokinag-Schokolade-Industrie GmbH, beide mit Sitz in Mannheim. Schokinag produziert feste und flüssige Schokolade und Kuvertüre für weiterverarbeitende Betriebe. Seit 2020 ist Schokinag im Besitz der malaysischen Guan Chong Berhad.

## Geschichte

Altes Logo der Schokinag

Schokinag wurde 1923 durch die Bankdirektoren Hans Herrmann und Fritz Ammon als Fabrik für Industrieschokoladen gegründet.  Nach der Zerstörung im Zweiten Weltkrieg wurde die Firma ab 1945 wiederaufgebaut. 1978 übernahm der Enkel Hans-Joachim Herrmann die Führung des Unternehmens. Großinvestitionen in den Jahren 1990, 1993 und 2000 unterstützten das weitere Wachstum. 1991 wurde die SCHOKINAG North America gegründet 1997 folgte die Gründung der SCHOKINAG UK und 2006 der SCHOKINAG Chocolate Belgium.
2009 wurde das bisherige Familienunternehmen vom amerikanischen Nahrungsmittelkonzern Archer Daniels Midland (ADM) übernommen. 2015 verkaufte ADM die Schokoladenproduktion an den US-Konzern Cargill, während die Kakao-Sparte zunächst im Eigentum von ADM verblieb. 2016 wurde Schokinag von zwei niederländischen Finanzinvestoren übernommen. Seit 2019 ist das Unternehmen Mitglied im Forum Nachhaltiger Kakao. 2020 erfolgte schließlich die Übernahme durch das malaysische Unternehmen Guan Chong Berhad (GCB).
Aktuell weist Schokinag eine jährliche Produktionskapazität zwischen 80.000 und 90.000 Tonnen auf, diese soll jedoch mit Investitionen in Höhe von 10 Millionen Euro auf 100.000 Tonnen gesteigert werden. Zielmärkte der Schokinag sind hauptsächlich die Märkte innerhalb der Europäischen Union.

## Produkte
Das Unternehmen stellt daraus sowohl flüssige als auch feste Schokoladen und Kuvertüren her. 1959 lieferte Schokinag erstmals flüssige Schokolade. Heute produziert das Unternehmen dunkle, Milch- und weiße Schokoladen, Kuvertüren und Fettglasuren in flüssiger (hauptsächlich für Confiserie-, Backwaren- und für die Eiscreme-Industrie) oder fester Form (sogenannte Chips zum Wiederaufschmelzen, Einbacken und Dekorieren und Chunks für die Verwendung in der Backwarenindustrie). Weitere Produkte sind Dekorartikel und Halbfertigwaren wie Curls und Shavings.
Die Produkte werden nicht an Endverbraucher, sondern ausschließlich an den Großhandel und weiterverarbeitende Betriebe geliefert. Dabei arbeitet das Unternehmen sowohl mit standardisierten als auch mit maßgeschneiderten Rezepturen.

## Zertifizierung
Schokinag verfügt über die Zertifizierungen IFS Food, ISO 50001, ISO 27001:2022, RSPO, Sedex, Kosher Dairy und HALAL. Das Unternehmen bietet auch nachhaltige Produkte aus Fairtrade-zertifiziertem Kakao (Mass Balance) und Rainforest-Alliance-zertifiziertem Kakao (Segregated) an. „Mass Balance“ und „Segregated“ sind Begriffe aus dem Bereich der Produktkette, wobei „Segregated“ (Separierung) eine strikte Trennung der zertifizierten und nicht zertifizierten Rohstoffe erfordert während „Mass Balance“ (Mengenausgleich) eine Vermischung zertifizierter und nicht zertifizierter Rohstoffe erlaubt.